# Jacob Christian Bendz
Jacob Christian Bendz (født 20. marts 1802 i Odense, død 12. september 1858 i København) var en dansk læge,  bror til Carl Ludvig, Wilhelm Ferdinand og Henrik Carl Bang Bendz. 
Bendz dimitteredes fra Odense Katedralskole 1819 og tog kirurgisk eksamen 1825. Årene 1827-29 studerede han i udlandet, og derefter var han i nogle år reservekirurg ved Akademiet og ved Frederiks Hospital samt læge ved den militære Højskole. I 1833 blev han regimentskirurg. Hans levende interesse og begavelse for kirurgien gav sig tidlig udtryk i litteraturen, således i afhandlinger i Journal for Medicin og Kirurgi, hvoraf han i nogen tid (1833) var medredaktør, og i hans doktordisputats (1836). Han var også (1832) en af de «tre Læger», der rejste en meget skarp og nærgående kritik mod professor 
Gundelach Møller i anledning af dennes Aarbog for det kgl. Frederiks Hospital, og det stridbare sind, han her gav beviser på, forlod ham heller ikke i hans senere praktiske og litterære virken. 1838 fik han den officielle videnskabelige anerkendelse at blive titulær professor, og 1843 blev han overlæge i Arméen. 
Også som praktisk militærlæge kom Bendz hurtig til at indtage en fremragende plads, var virksomt medlem af en 1847 nedsat kommission til en bedre organisation af armeens sundhedsvæsen og blev ved krigens udbrud næste år korpsstabslæge. Med opbydelse af alle sine kræfter søgte han at udfylde denne så vigtige og ansvarsfulde post, men opgavens store vanskeligheder i forbindelse med en vis urolig og mindre vel overvejet færd, som han af og til gjorde sig skyldig i, voldte en del utilfredshed med hans administration, navnlig fra de underordnede lægers side, medens han derimod hos de øverste myndigheder fandt medhold og fuldstændig blev frifunden for de beskyldninger for malkonduite, der navnlig efter slaget ved Fredericia rettedes mod ham; han vedblev at beklæde sin overordnede post til krigens slutning. 
1848-53 var Bendz medudgiver af "Hospitals-Meddelelser". Da den ondartede ægyptiske øjensygdom i 1853 begyndte at brede sig 
i garnisonerne, tog han med sin sædvanlige energi fat på bekæmpelsen deraf; han arbejdede ikke alene rent praktisk derpå, men fordybede sig tillige i videnskabelige oftalmologiske Studier, ligesom han også med iver deltog i den store oftalmologiske kongres i Brüssel 1857 og nød den udmærkelse at blive en af dennes vicepræsidenter. Men også hans virken på dette betydningsfulde felt blev vanskeliggjort ved en af forskellige af hans kolleger rejst skarp kritik af hans hele standpunkt og færd, der vistnok frembød blottelser ved den ensidighed og hensynsløse heftighed, som i tiltagende grad kom til syne hos ham, og som navnlig prægede hans næsten lige til hans død energisk og utrættelig fortsatte litterære kamp for hans opfattelse af sygdommen. Han er begravet på Assistens Kirkegård.